# Futuro semplice
Il futuro semplice  è una forma verbale del modo indicativo. Indica situazioni ed eventi presenti e futuri che risultano in qualche modo incerti; il futuro viene spesso preferito al presente per indicare eventi futuri quando l'evento è situato a notevole distanza di tempo nell'avvenire:
- Domani andrò a Parigi.
- ...solo continuerò, e dormirò, mi sveglierò, camminerò, lavorerò, qualche cosa farò... (Io vivrò (senza te), Lucio Battisti)

## Storia
Il futuro italiano nella sua forma attuale non è un'eredità diretta del latino classico. Questa lingua utilizzava infatti una variante di futuro completamente diversa da quella che usiamo oggi. Per amare, si aveva:
- Amabo, amabis, amabit, amabimus, amabitis, amabunt.

Con il tempo, questa forma antica è caduta in disuso, anche perché con il tempo e con i vari mutamenti linguistici in corso, essa iniziava a rassomigliare troppo a quella dell'imperfetto. Finì così per fare gradualmente posto ad un'altra: questa era formata dall'infinito del verbo, seguito dalle forme coniugate dell'ausiliare avere: amare habeo ecc. (amare + ho). Col tempo, le forme del verbo all'infinito si sono fuse in un'unica parola con quelle del verbo avere, che restano ancor oggi riconoscibili nelle desinenze del futuro dell'italiano (o della maggioranza delle altre lingue romanze):
- Per l'italiano:  io amerò ≈ amare +  ho; tu amerai ≈ amare + hai; egli amerà ≈ amare + ha.
- Per il francese: j'aimerai ≈ aimer + ai; tu aimeras ≈ aimer + as; il aimera ≈ aimer + a.
- Per lo spagnolo: yo amaré ≈ amar + he; tú amarás ≈ amar + has; él amará ≈ amar + ha.
- Per il portoghese: eu amarei ≈ amar + hei; tu amarás ≈ amar + hás; ele amará ≈ amar + há.

Nella coniugazione in -are, il mutamento fonetico da -ar- atono in -er- è tipico del toscano, e si estende quindi all'italiano (che ne deriva); tuttavia, per ragioni legate all'accento secondario delle parole, tale indebolimento si verifica solo a condizione che la a protonica sia a sua volta preceduta da almeno un'altra vocale nella radice (il che esclude i due verbi a radice interamente consonantica dare e stare).
In origine, il significato di queste forme era modale (la forma amare habeo significava 'ho da amare', oppure 'devo amare'). Del resto, ancor oggi il futuro può indicare un dovere
- Domani metterai in ordine la camera

e quindi sostituire l'imperativo.
Le sue funzioni ed il suo uso non sono rimasti del tutto invariati durante l'epoca moderna: nel sistema verbale italiano, è abbastanza chiara la sua tendenza ad un uso meno frequente con il passare dei secoli, come anche la sua vocazione sempre più chiara ad indicare delle supposizioni.

## Coniugazione del futuro semplice
Questa forma verbale si coniuga sostituendo le desinenze dell'infinito (-are, -ere, -ire) con quelle previste nel sistema verbale italiano per il presente nelle tre coniugazioni:
|                          | 1ª persona io | 2ª persona tu | 3ª persona egli, ella | 1ª persona noi | 2ª persona voi | 3ª persona essi, esse |
| 1ª coniugazione parlare  | parlerò       | parlerai      | parlerà               | parleremo      | parlerete      | parleranno            |
| 2ª coniugazione ricevere | riceverò      | riceverai     | riceverà              | riceveremo     | riceverete     | riceveranno           |
| 3ª coniugazione dormire  | dormirò       | dormirai      | dormirà               | dormiremo      | dormirete      | dormiranno            |

Come detto, le forme del verbo avere restano abbastanza riconoscibili soprattutto nelle desinenze del singolare. Per le maggiori particolarità, ad esempio verbi irregolari, si possono riassumere così le principali linee di tendenza:
- In alcune forme verbali può verificarsi una caduta della e: il risultato sarà avrò al posto di averò. Per questi verbi le forme saranno quindi avrò, avrai, avrà, avremo, avrete, avranno. Le ragioni di questo mutamento fonologico sono semplici: la e si trova nelle immediate vicinanze di una sillaba accentata e viene facilmente indebolita. Similmente si avranno delle forme come cadrò, dovrò, potrò, saprò, vedrò, vivrò per citare le più frequenti.
- Il fenomeno della caduta di -e- è un'irregolarità che si ritrova tra i verbi in -ere, dunque quelli della seconda coniugazione laddove la -e- cade solo se nella forma dell'infinito è accentata (avére, potére, dovére, godére ecc.). Al contrario, si conserva di norma la -e- atona che ritroviamo nei verbi accentati sulla terzultima sillaba come prèndere, véndere, lèggere, scrìvere o muòvere (dunque nei verbi accentati sulla radice). Maggiore eccezione: vìvere (vivrò).
- Si ricordi lo stesso fenomeno anche nel verbo andare (andrò invece di anderò), della prima coniugazione. Sporadicamente si riscontra la stessa caduta della vocale anche nella terza coniugazione, quella in -ire (verrò al posto di venirò).
- Per approfondire il caso della caduta della -e- in verrò: per evitare problemi di articolazione della pronuncia, spesso le due consonanti si assimilano: avremo dunque rimarrò al posto di rimanrò, oppure vorrò al posto di volrò. Similmente:  berrò e terrò.
- Si distinguono per la conservazione della a tre verbi irregolari la cui forma all'infinito è molto breve: fare, dare e stare (farò, darò, starò). Nel primo caso, trattandosi di un infinito sincopato dall'antico fà[ce]re, la a non è in realtà una vocale tematica, bensì è parte integrante della radice verbale (fac-), ragion per cui non subisce il tipico indebolimento toscano; negli altri due verbi, che a differenza di fare appartengono "per origine" alla prima coniugazione, la a è tematica, e non si indebolisce al futuro perché, data la natura interamente consonantica della radice, viene ad essere contemporaneamente prima vocale e vocale protonica.
- Per il verbo essere si hanno similmente le forme sarò, sarai, sarà, saremo, sarete, saranno.
- Il suono velare di /k/ e /g/ dei verbi che terminano in -care oppure -gare resta inalterato anche davanti ad -e-, sicché si nota la comparsa di un adattamento ortografico (h): cercherò, cercherai ecc. Nelle forme il cui infinito termina in -ciare oppure -giare, la i, essendo un diacritico, scompare al futuro in quanto, con l'indebolimento di -a- in -e-, diventa inutile (comincerò, comincerai ecc.).

Le regole illustrate valgono automaticamente per la formazione del condizionale presente, che si distingue dal futuro solo per le desinenze finali, ma che altrimenti è caratterizzato dalle stesse meccaniche, per cui conoscendo la forma del condizionale si può dedurre quella del futuro e viceversa.

## Uso del futuro

### L'uso temporale
È quello di indicare avvenimenti situati nell'avvenire, soprattutto se assai lontani nel tempo (fra un paio di anni, andrò in America).
Del resto, il nome stesso della forma suggerisce questa interpretazione. Ciononostante, essa è ancor oggi oggetto di discussione.

### Altri usi del futuro
Normalmente, il futuro indica insicurezza in un'asserzione oppure in una domanda (Questa macchina in vetrina costerà un patrimonio. Stanno suonando alla porta, chi sarà?). Come si nota negli esempi, le forme del futuro possono benissimo riferirsi al momento presente, quello dell'enunciazione.
Tra questi usi del futuro ci sono:
1) Quello epistemico, che ha lo scopo di indicare una supposizione, anche nel presente. Nell'enunciato 
- Cinzia non c'è, adesso sarà a Roma o a Civitavecchia (la forma sarà sta per 'può essere' a Roma).[3]

Nell'enunciato
- Stanno suonando, sarà sicuramente Gabriele (la forma sarà sta per 'deve essere').

2) L'uso dubitativo, simile a quello epistemico: 
- Ma sarà questo il prezzo giusto?

3) L'uso concessivo,
- Marco sarà un ragazzino irrequieto, ma è buono e gentile
- Avrò pure sessant'anni, ma non per questo sono un matusalemme.

che indica una situazione riconosciuta come vera, ma non di rilievo.
Oltre a questi tre tipi si ricordano gli usi di tipo deontico, iussivo oppure volitivo, che denotano quindi volontà e dovere:
- Metterai subito in ordine la tua camera

Tali usi portano alcuni studiosi ad interpretarlo come forma futura dell'imperativo. Il futuro indica un dovere anche in altri contesti:
- Gli oggetti lasciati indebitamente in questo scaffale saranno rimossi dal personale addetto

In questi casi il momento in cui si svolge l'azione è effettivamente posteriore rispetto al momento dell'enunciazione.
Tra gli usi esposti, con il passare dei secoli, è diventato sempre più preponderante quello epistemico, quindi quello riservato alle supposizioni anche riferite al presente: nel caso della forma composta del futuro, il futuro anteriore, è abbastanza facile osservare come esso sia di gran lunga più frequente di quello temporale (che al contrario tende a diventare sempre più raro).
Contemporaneamente, nei secoli passati è sempre diventato meno frequente l'uso del futuro in genere, che comunque resta (dopo il presente ed il passato prossimo) una delle forme verbali italiane più usate nella maggior parte dei contesti.
Diversi autori sostengono con convinzione che la natura del futuro sia modale, cioè che la forma serva ad indicare una forma di insicurezza o di potenzialità presente, e non una forma di sicurezza nell'avvenire. Comunque stiano queste cose, per le sue particolarità storiche, morfologiche e semantiche, il futuro assume una posizione periferica nel sistema del modo indicativo per avvicinarsi invece a quella del condizionale.

## Il futuro nella formazione di parole
In casi isolati, il futuro è coinvolto nella formazione di sostantivi. Si ricorda ad esempio il pagherò, sostantivo che per metonimia indica un tipo di cambiale dove il valore del futuro è legato al riconoscimento di un dovere.
Anche il futuro latino è usato per la formazione di sostantivi usati nelle lingue moderne. Si pensi a placebo, futuro della prima persona del verbo placere, che corrisponde all'italiano piacere. Curiosamente, le desinenze del futuro latino sarebbero state impiegate per la nascita di un sostantivo inglese utilizzato in innumerevoli lingue, il gazebo, ma a partire dal verbo inglese to gaze (guardare).

## Il futuro in altre lingue
In genere, in una lingua si ritrova un'asimmetria tra passato e futuro. Viene infatti privilegiato il dominio referenziale del passato, mentre quello del futuro, situato nel mondo dell'insicurezza, non trova sempre un sicuro posto nella grammatica. L'opposizione fondamentale sarà quindi quella tra passato e presente, oppure tra passato o non-passato.
Il futuro è una forma verbale che manca in innumerevoli lingue (vedi lingua ebraica, lingua giapponese, lingua hadiya). In altre è caratterizzato, con il passare dei secoli, da una spiccata instabilità per forma e significato. Da una parte, spesso il futuro può essere sostituito dal presente come avviene peraltro nelle lingue che non lo conoscono; inoltre, si registra nella storia di molte lingue l'alternanza tra due forme diverse, come si può osservare anche nell'italiano moderno:
- Finirò
- Sto per finire

La perifrasi introdotta da stare per indica un avvenimento imminente. Anche se si tratta di forme diverse per significato, è particolarmente importante osservare come diverse lingue dispongano, in fin dei conti, di due forme concorrenziali, una sintetica (formata grazie alle desinenze) ed una analitica (che in italiano si serve del verbo stare a mo' di verbo ausiliare, al quale viene aggiunta la forma del verbo all'infinito).

### Lingue romanze
Come accennato, per le lingue romanze, il verbo ausiliare per la forma analitica era avere, il che accomuna ancora le lingue imparentate all'italiano. In passato, la forma che ha dato origine al futuro moderno veniva usata in concorrenza al vecchio futuro latino. Per il verbo mangiare avremo nella lingua spagnola ed in quella francese, le forme seguenti:
| italiano        | francese       | spagnolo           |
| --------------- | -------------- | ------------------ |
| io mangerò      | je mangerai    | yo comeré          |
| tu mangerai     | tu mangeras    | tú comerás         |
| egli mangerà    | il mangera     | él comerá          |
| noi mangeremo   | nous mangerons | nosotros comeremos |
| voi mangerete   | vous mangerez  | vosotros comeréis  |
| essi mangeranno | ils mangeront  | ellos comerán      |

Diverse lingue romanze come il francese e lo spagnolo dispongono di una forma concorrenziale, analitica; je vais manger (francese) o yo voy a comer (spagnolo). Essa si forma con il verbo "andare" e va combinata con l'infinito del verbo; indica un'azione che si svolge in un futuro immediato. Questa costruzione analitica corrisponde alla perifrasi italiana stare per + infinito.
Dato il rapido cambiamento di significato del futuro durante i secoli, sono riscontrabili differenze di uso tra una lingua romanza e l'altra, ad esempio per quanto riguarda l'ambito di uso del futuro come espressione di un'incertezza.

### Lingue germaniche
Per la formazione del futuro, i sistemi verbali delle lingue germaniche preferiscono le forme analitiche (in qualche modo articolate in due parole) e non quelle sintetiche come nelle lingue romanze.
Per l'inglese, si usano gli ausiliari shall e will, che restano invariati durante la coniugazione. Mentre shall è riservato all'uso nella prima persona, will è utilizzabile in tutta la coniugazione. Entrambe le forme possono essere contratte, sicché I shall drink e I will drink si confondono in I'll drink (che corrisponde a berrò).
In tedesco si usa il verbo ausiliare werden, letteralmente traducibile con la parola diventare. Quest'ultimo varia continuamente a seconda della persona. Per i verbi to eat e essen, che corrispondono a mangiare, avremo dunque le seguenti forme:
| inglese              | tedesco                |
| -------------------- | ---------------------- |
| I will (shall) eat   | ich werde essen        |
| you will eat         | du wirst essen         |
| he, she, it will eat | er, sie, es wird essen |
| we will (shall) eat  | wir werden essen       |
| you will eat         | ihr werdet essen       |
| they will eat        | sie werden essen       |

I verbi ausiliari usati in inglese e tedesco per il futuro sono essenzialmente gli stessi da coniugare in altro modo per la formazione del condizionale.
La funzione epistemica del futuro (quella di indicare una supposizione) non è riscontrabile solo nelle forme del futuro di diverse lingue romanze, ma anche in tedesco.
Per quanto riguarda la negazione, si avrà in genere in inglese la combinazione tra will e not, che darà won't: she won't eat ('lei non mangerà'). In tedesco, la negazione nicht sarà frapposta tra il verbo ausiliare werden e l'infinito del verbo da coniugare; otterremo dunque sie wird nicht essen ('lei non mangerà').